# Magamban még
A Magamban még a Blahalouisiana második középlemeze, amely 2014-ben jelent meg a Gold Record kiadónál.

## Az album dalai
| 1.    | Magamban még        | Szajkó András | 3:16 |
| 2.    | Walking in the Rain |               | 4:42 |
| 3.    | Without Me          |               | 3:58 |
| 11:56 |                     |               |      |

## Közreműködők

### Blahalouisiana
- Schoblocher Barbara – ének
- Jancsó Gábor – basszusgitár
- Mózner László – gitár
- Szajkó András – gitár
- Juhász Ádám – dobok

### Produkció
- Beke "Bex" István  – producer[1]